# Concórdia de Benavente
A concórdia de Benavente de 1230 foi um acordo estabelecido após a morte de Afonso IX de Leão mediante o qual a sua primeira mulher Teresa de Portugal renunciava aos direitos de acesso que as suas filhas Sancha e Dulce tinham relativamente ao trono de Leão, em favor do rei de Castela Fernando, filho de Afonso e da sua segunda mulher Berengária. Foi assinado em Benavente, hoje na província de Zamora.

## Contexto

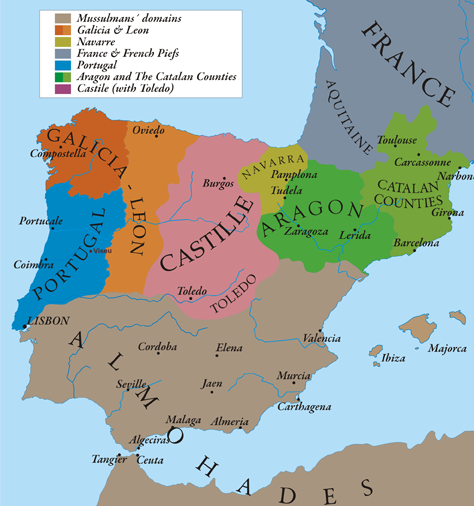
A Península Ibérica no início do século XIII.

O rei Afonso IX de Leão tinha contraído matrimónio em 1190 com Teresa de Portugal, com quem teve três filhos: Fernando (falecido em 1214), Sancha e Dulce; o casamento tinha sido dissolvido pelo papa Celestino III, dada a consanguinidade dos cônjuges, pois ambos eram netos dos reis de Portugal Afonso e Mafalda; Teresa ingressou num convento e Afonso IX voltou a casar em 1197 com Berengária, filha do rei de Castela Afonso VIII, com quem teve outros cinco filhos: Leonor, Constança, Fernando, Afonso e Berengária; este novo casamento também foi dissolvido pelo papa Inocêncio III pelo mesmo motivo de parentesco, já que Afonso IX de Leão e Afonso VIII de Castela eram primos, por serem ambos netos de Afonso VII de Leão e Berengária de Barcelona.
Em 1214 morreu Afonso VIII de Castela; sucedeu-lhe o seu filho Henrique, que morreu acidentalmente três anos depois sem descendência, e o trono de Castela foi ocupado por Fernando, neto de Afonso VIII e filho de Berengária e de Afonso de Leão. As relações entre Leão e Castela não foram tão pacíficas como desejado, tendo em conta que ambos os reis eram pai e filho, e quando em 1230 morreu Afonso de Leão, deixou disposto no seu testamento que o seu reino deveria passar para as filhas do seu primeiro casamento, Sancha e Dulce, apesar de anteriormente se ter comprometido a deixar como seu sucessor Fernando.
O reino de Leão foi dividido por duas partes opostas: os partidários da ascensão de Fernando ao trono, que contavam com o apoio do reino de Castela, e os de outorgar a coroa a Sancha e Dulce, que tinham o apoio da ordem de Santiago, a qual tinha recebido do rei o lugar de Castrotorafe com o compromisso de apoiar as infantas.

## O tratado
Ante a iminência de uma guerra entre os dois partidos, as duas ex-mulheres de Afonso de Leão, Teresa e Berengária, encontraram-se em Valencia de Don Juan, tentnado chegar a uma solução pacífica para a questão sucessória. A concórdia foi assinada em Benavente em 11 de dezembro de 1230; segundo as condições do acordo, as infantas renunciariam aos seus direitos ao trono de Leão, e em troca, a cada uma delas, era atribuído até ao fim da vida uma dúzia de senhorios pelo quais receberiam uma renda anual de 15 000 maravedis, que seriam reduzidos a 10 000 em caso de entrarem na vida religiosa e suspensos em caso de casamento.
Poucos dias depois Fernando foi coroado rei, unindo definitivamente os reinos de Leão e Castela na Coroa de Castela.